# 本郷村 (神奈川県)
本郷村（ほんごうむら）は、神奈川県の東部、鎌倉郡に属していた村。

## 地理
概ね、現在の横浜市栄区のうち、概ね笠間・小菅ケ谷より東側に相当する。村役場は現在の本郷石橋付近に置かれていた。

## 歴史
- 明治以前は鎌倉郡笠間村、小菅ケ谷村、公田村、桂村、中之村、鍛冶ケ谷村、上之村に分かれており、それぞれ東海道戸塚宿の助郷となっていた。
- 1867年（慶応3年） - 幕府領となり、代官・江川太郎左衛門支配所（韮山代官所）の管轄となる。
- 1868年（慶応4年） 6月 - 韮山代官所が韮山県に改組され、韮山県鎌倉郡所属となる。
- 1868年（明治元年） 12月 - 韮山県から神奈川県に移管され、神奈川県鎌倉郡所属となる。
- 1889年（明治22年） - 各村が合併し鎌倉郡本郷村設立。
- 1939年（昭和14年）4月1日 - 横浜市に編入、戸塚区の一部になる。
  - その後も「本郷地区」の呼び方は残り、本郷小学校、西本郷小学校、本郷中学校、西本郷中学校、本郷台小学校、本郷台、本郷台駅等は本郷村に由来する。
- 1986年（昭和61年）11月3日 - 分区により、旧本郷村全域および旧豊田村の一部が栄区となる。